# Las Minas de Baruta (paroisse civile)
Pour les articles homonymes, voir Las Minas de Baruta et Baruta (homonymie).
Las Minas de Baruta est l'une des trois paroisses civiles de la municipalité de Baruta dans l'État de Miranda au Venezuela. Sa capitale est Las Minas de Baruta, qui constitue de facto un des quartiers de la capitale Caracas. En 2011, sa population s'élève à 40 070 habitants.

## Géographie

### Démographie
Hormis sa capitale Las Minas de Baruta, également appelée La Minas, qui constitue de facto l'un des quartiers de la capitale Caracas, la paroisse civile possède plusieurs quartiers distincts dont :
- Las Minas de Baruta
- Las Minitas
- Le complexe de Tamanaco

## Lieux d'intérêts
La paroisse civile abrite l'ambassade du Chili, l'hôpital urologique San Román, l'église anglicane Santa María, le complexe hôtelier de Tamanaco (hôtel Tamanaco Intercontinental), le parc le collège, l'église et le théâtre Santa Rosa de Lima, la fédération vénézuélienne de tennis, le parc Las Rocas et le collège international de Caracas.